# Vaux-sur-Eure
Vaux-sur-Eure is een gemeente in het Franse departement Eure (regio Normandië) en telt 240 inwoners (1999). De plaats maakt deel uit van het arrondissement Évreux.

## Geografie
De oppervlakte van Vaux-sur-Eure bedraagt 2,9 km², de bevolkingsdichtheid is 82,8 inwoners per km².
De onderstaande kaart toont de ligging van Vaux-sur-Eure met de belangrijkste infrastructuur en aangrenzende gemeenten.

## Demografie
Onderstaande figuur toont het verloop van het inwonertal (bron: INSEE-tellingen).